# Loca
Loca är en låt framförd av Arsenie, Natalia Gordienko och Connect-R. Den är skriven av Arsenie själv.
Låten var Moldaviens bidrag i Eurovision Song Contest 2006 i Aten i Grekland. I finalen den 20 maj slutade den på tjugonde plats med 22 poäng.